# Chiesa di San Cristoforo (Pergine Valsugana)
La chiesa di San Cristoforo è una chiesa sussidiaria nella frazione di San Cristoforo al Lago a Pergine Valsugana. Risale al XIII secolo.

## Storia
Una tradizione popolare vuole che l'antica chiesa di San Cristoforo, nella omonima frazione di Pergine, sia stata costruita sopra un piccolo tempio pagano dedicato a Diana e a Nettuno. Venne eretta certamente prima del 1236, su una collinetta che sovrasta l'abitato, perché a tale data risale la sua prima citazione documentale.
Venne ricostruita nel periodo a cavallo tra XVII e XVIII secolo.
All'inizio del XIX secolo, ormai in disuso da anni, venne dismessa e venduta, quindi utilizzata come abitazione civile.
Nel primo decennio del XX secolo venne restaurata e riportata all'originale funzione di luogo di culto, ottenendo la benedizione nel 1906. L'anno successivo la parrocchia di San Cristoforo riacquisì il bene tra le sue proprietà.
Nel 1972 la torre campanaria venne danneggiata da un fulmine e fu necessario ricostruire la cuspide, che venne ripristinata nella forma originale piramidale nello stesso anno.
Un breve ciclo di restauri conservativi è stato realizzato tra 1997 e 1998. In tale occasione si è rifatta la copertura del tetto e si sono rivisti gli intonaci delle pareti esterne.